# Tyrannophryne
Tyrannophryne is een monotypisch geslacht van straalvinnige vissen uit de familie van armvinnigen (Oneirodidae).

## Soort
- Tyrannophryne pugnax Regan & Trewavas, 1932